# Nueva Guinea neerlandesa
Nueva Guinea neerlandesa fue el nombre oficial de Nueva Guinea Occidental mientras fue una posesión colonial del Reino de los Países Bajos. Actualmente el territorio está formado por las dos provincias más orientales de Indonesia: Papúa y Papúa Occidental, ambas administradas como una única provincia antes del año 2003 bajo el nombre de Irian Jaya.
Los Países Bajos ocuparon la provincia desde 1828, y desde 1898 a 1949 Nueva Guinea Neerlandesa formó parte de las Indias Orientales Neerlandesas.
En 1949, cuando el resto de las Indias Orientales Neerlandesas se independizaron como Indonesia, el gobierno neerlandés retuvo su soberanía sobre Nueva Guinea Occidental y tomó medidas para conceder la independencia al territorio como un país separado. Unos cinco mil profesores fueron destinados para formar a la población, sobre todo en técnicas políticas, económicas y civiles. Los primeros cadetes navales del territorio se graduaron en 1955 y la primera brigada militar estuvo operativa en 1956.
En 1959 se celebraron elecciones en la Nueva Guinea neerlandesa y se eligió el Consejo de Nueva Guinea que oficialmente se reunió el 5 de abril de 1961 para preparar la independencia plena al final de la década. El Gobierno neerlandés encargó al consejo la selección de un nuevo emblema nacional y la elección de una nueva bandera nacional el 1 de diciembre de 1961.
El 18 de diciembre de 1961 Indonesia intentó invadir el territorio y se produjeron algunas escaramuzas entre las fuerzas militares indonesias y neerlandesas, hasta que ambos gobiernos alcanzaron un acuerdo en Nueva York y el territorio fue colocado temporalmente bajo la autoridad de las Naciones Unidas en octubre de 1962. En mayo de 1963 la administración fue trasferida a Indonesia, y anexionado formalmente en 1969 tras un plebiscito supervisado por el gobierno indonesio.